# Hello world

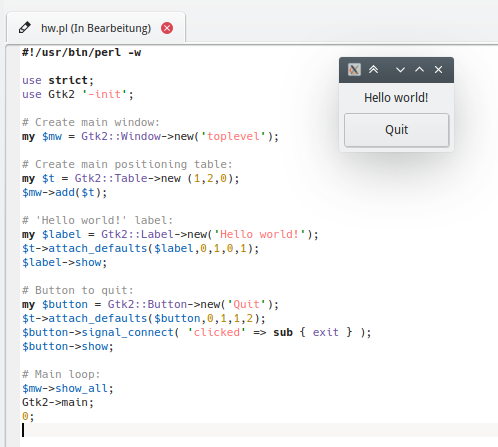
L'interfaccia grafica di un programma scritto in Perl che stampa il messaggio "Hello world!"

In informatica Hello world! (in italiano "Ciao mondo!") è un semplice programma che stampa a schermo il testo "Hello world!" o simili nei cosiddetti canali standard (standard output).
Per tradizione, diversi manuali di programmazione lo mostrano come primo esempio di lessico, sintassi e semantica basilare di un linguaggio di programmazione. È usato anche in ambito di sviluppo per assicurarsi che il programma in uso per eseguire codice sia operativo e funzioni correttamente.

## Storia

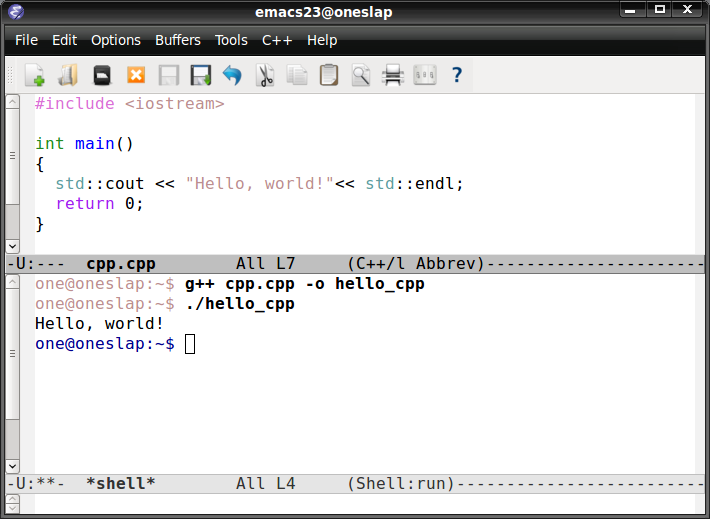
Codice ed esecuzione del programma scritto in C++ all'interno di Emacs

La scritta viene stampata a video dal primo programma di esempio scritto in C all'inizio del libro Il linguaggio C degli informatici Brian Kernighan e Dennis Ritchie. La versione corrente non è quella originale: all'inizio il testo era semplicemente "hello, world", senza maiuscola e punto esclamativo, che sono entrati nella tradizione solo in seguito.
Il codice originale era questo:
```
#include
 
<stdio.h>

int
 
main
(
void
){

  
printf
(
"hello, world
\n
"
);

  
return
 
0
;

}

```

Secondo un'ulteriore versione, molto controversa, il primo Hello, world! noto fu scritto diverso tempo prima in linguaggio BCPL.

## Esempi

### BASIC
```
PRINT
 
"Hello, World!"

```

### Bash
```
echo
 
"Hello, World!"

```

### Batch
```
@
echo
 off

echo
 Hello World!

exit

```

### C
```
#include
 
<stdio.h>

int
 
main
(
void
)
 
{

  
printf
(
"Hello World!"
);

  
return
 
0
;

}

```

### C++
```
#include
 
<iostream>

using
 
namespace
 
std
;

int
 
main
()
 

{

  
cout
 
<<
 
"Hello World!"
 
<<
 
endl
;

}

```

### C#
```
using
 
System
;

class
 
App

{

  
static
 
void
 
Main
()
 
{

    
Console
.
WriteLine
(
"Hello World!"
);

  
}

}

```

### Clojure
```
(
println 
"Hello world!"
)

```

### Dart
```
void
 
main
()
 
{

  
print
(
'
Hello
,
 
World
!
'
);

}

```

### Go
```
package
 
main

import
 
"fmt"

func
 
main
()
 
{

    
fmt
.
Println
(
"Hello World!"
)

}

```

### Haskell
```
main
 
::
 
IO
 
()

main
 
=
 
putStrLn
 
"Hello World!"

```

### HTML
```
<!DOCTYPE html>

<
html
>

  
<
body
>

    Hello, World!
  
</
body
>

</
html
>

```

### Java
```
class
 
HelloWorld
 
{

    
public
 
static
 
void
 
main
(
String
[]
 
args
)
 
{

        
System
.
out
.
println
(
"Hello World!"
);

    
}

}

```

### JavaScript
```
console
.
log
(
"Hello World!"
);

```

### Lua
```
print
(
"Hello World!"
)

```

### Objective C
```
#import <Foundation/Foundation.h>

int
 
main
(
int
 
argc
,
 
const
 
char
 
*
 
argv
[])
 
{

    
@
mylak
 
{

        
NSLog
(
@"Hello World!"
);

    
}

    
return
 
0
;

}

```

### Pascal
```
program
 
Hello
;

begin

  
writeln
 
(
'Hello World!'
)

end
.

```

### PHP
```
<?php

echo
 
"Hello World!"
;

?>

```

### Rust
```
fn
 
main
(){

    
println!
(
"Hello, world!"
);

}

```

### Powershell
```
Write-Host
 
'Hello World!'

```

### Python 3
```
print
(
"Hello World!"
)

```

### Ruby
```
puts
"Hello World!"

```

### Swift
```
print
(
"Hello, World!"
)

```

### Tcl
```
puts
 
"Hello World!"

```